# Pedro Alonso López
 (janvier 2012).
Si vous disposez d'ouvrages ou d'articles de référence ou si vous connaissez des sites web de qualité traitant du thème abordé ici, merci de compléter l'article en donnant les références utiles à sa vérifiabilité et en les liant à la section « Notes et références ».
Pour les articles homonymes, voir Alonso et López.
Pedro Alonso López dit le monstre des Andes est un tueur en série né le 8 octobre 1948 à Ipiales, Nariño en Colombie. Pedro Alonzo López a avoué être responsable des enlèvements, des viols et des meurtres de plus de 310 jeunes filles. En 1998, ce tueur a été libéré. Il avait pourtant déclaré qu'il continuerait à tuer.

## Enfance
À sa naissance, la Colombie connaissait une réelle instabilité politique et le crime y était monnaie courante. Il était le septième de treize enfants d'une prostituée colombienne. À huit ans, sa mère le surprit touchant la poitrine de sa sœur et le jeta hors de la maison. 
López devint mendiant dans les rues de Colombie. Un soir, un homme s'approcha de lui et lui offrit de l'héberger. López, désespéré et affamé, n'hésita pas et partit avec lui. Il fut emmené dans un immeuble abandonné dans lequel l'homme le viola à plusieurs reprises et le remit à la rue. Durant le viol, López promit qu'il ferait la même chose à autant de petites filles qu'il pourrait, une promesse qu'il tint d'ailleurs par la suite. 
Après s'être fait agresser par ce pédocriminel, López ne fit plus confiance à personne, se cachant le jour et cherchant de la nourriture la nuit. Au bout d'un an, il quitta Tolima pour se rendre à Bogota. Là-bas, un couple d'Américains, ayant pitié de l'enfant amaigri qu'il était devenu, l'emmenèrent chez eux et l'inscrivirent dans une école pour orphelins. Mais lorsqu'il eut douze ans, un de ses professeurs abusa de lui. Il vola de l'argent au couple et disparut.

## Crimes et emprisonnement
Au début, López survécut dans la rue grâce à de petits vols. Puis, il se mit à voler des voitures, qu'il revendait par la suite. À dix-huit ans, il fut arrêté et envoyé en prison pour vol. Après quelques jours là-bas, il se fit frapper et violer par quatre autres prisonniers. López prit sa revanche en tuant trois des prisonniers responsables. Les autorités le condamnèrent à deux ans de prison, considérant que cela avait été de la légitime défense. Durant son séjour en prison, sa haine envers les femmes grandit.
En 1978 López fut libéré. Il alla au Pérou, et commença à enlever et tuer des petites filles. Un groupe d'indigènes l'attrapa et le tortura allant jusqu'à l'ensevelir jusqu'au cou. Relâché grâce à l'intervention d'un prêtre missionnaire, il partit vers l'Équateur. Le fait d'avoir frôlé la mort ne changea en rien ses envies de meurtre. Et il continua de tuer des petites filles au rythme de trois par semaine. Les autorités pensaient que l'augmentation du nombre de petites filles disparues était due à un réseau de pédophiles proxénètes.
En avril 1980, quatre corps d'enfants furent découverts. Peu de temps après cette découverte, López, qui tentait d'enlever une petite fille, fut arrêté à la suite de l'intervention de la mère de celle-ci. N'arrivant pas à le faire coopérer, la police amena un prêtre espérant que le tueur se confierait plus facilement à ce dernier. Il relata les faits dans les moindres détails, et avoua avoir tué près de 110 enfants en Équateur, plus de 100 en Colombie, et encore 100 au Pérou.
Il parla aussi de « sa fête des massacres », pratique barbare où après avoir joué avec les corps des victimes, il les démembrait. Il ne tuait jamais la nuit. Selon lui, tout le plaisir résidait dans le fait de regarder sa victime dans les yeux pendant qu'il la tuait. La nuit, il rassurait et berçait l'enfant au milieu des cadavres de ses précédentes victimes.
López ne ressentit aucun remords pour les crimes qu'il avait commis. En prison, il avoua au journaliste Ron Laytner : « Je serais content de pouvoir encore tuer. C'est ma mission. »
Selon un reportage de la BBC, après avoir été incarcéré pendant 20 ans en Équateur, durant l'été 1998, il est relâché pour « Bonne Conduite ». López fut emmené vers minuit jusqu'à la frontière colombienne. Ni la Colombie, ni le Pérou n'avaient les moyens de le remettre aux mains de la justice.
Mais un autre documentaire, d'A&E,, explique qu'il a été relâché des prisons équatoriennes le 31 août 1994. Pour être arrêté à nouveau une heure plus tard en tant qu'immigrant illégal par les autorités colombiennes. Ces dernières l'accusèrent du meurtre d'une petite fille de 8 ans. À son procès, il fut déclaré irresponsable de ses actes. Il fut envoyé dans un centre psychiatrique de Bogota. En 1998, il est déclaré guéri de sa folie et relâché après le paiement d'une caution de 50$. Le même documentaire explique qu'en 2002 Interpol a émis un nouveau mandat d'arrêt pour un nouveau meurtre.
Sa situation est inconnue depuis sa libération.